# Don Toliver
Caleb Zackery "Don" Toliver (Houston, Teksas, SAD, 12. lipnja 1994.), američki je reper i kantautor.
Bez glazbenog iskustva sve do 2017. godine, svoj prvi miksani album Donny Womack objavio je u kolovozu 2018. Kasnije je postao poznat po svojim singlovima "No Idea" i "After Party", sa svog debitantskog studijskog albuma, Heaven or Hell iz 2020., koji je stekao popularnost na društvenoj mreži TikTok, kao i na gostovanju kod svojeg kolege i bliskog suradnika Travisa Scotta u pjesmi "Can't Say", sa Scottovog trećeg studijskog albuma, Astroworld iz kolovoza 2018. U kolovozu 2020. surađivao je zajedno s reperima NAV-om i Gunnom na pjesmi "Lemonade" kolektiva Internet Money, postavši njegov prvi hit među najboljih 10 na Billboard Hot 100.

## Diskografija
- Heaven or Hell (2020.)
- Life of a Don (2021.)
- Love Sick[3] (2023.)

## Turneje

#### Samostalno
- Life of a Don Tour (2021.)
- Love Sick Tour (2023.)

#### Prateći
- S Futureom - One Big Party Tour (2023.)